# Nécropole rupestre de Rio Marina
La Nécropole rupestre de Rio Marina (en italien : Necropoli rupestre di Rio Marina) est une nécropole du Néolithique récent située dans la commune de Rio, sur l'île d'Elbe, dans la province de Livourne, en Toscane, en Italie.

## Historique
La nécropole, édifiée dans une vaste grotte naturelle connue sous le nom de Grotta di San Giuseppe, a été découverte en 1966 par le géologue Mario Cignoni et fouillée entre 1969 et 1970.

## Description
La nécropole abritait les tombes d'environ 80 individus appartenant à une phase avancée de la culture de Rinaldone.

## Vestiges archéologiques
Le mobilier funéraire, aujourd'hui exposé au Musée archéologique municipal du district minier de Rio nell'Elba, était constitué de vases typiques en forme de « flacon », de bols, de casseroles, de vases globulaires, de pointes de flèches en jaspe, de poignards et de poinçons en cuivre. L'un des squelettes, de sexe féminin, comportait un crâne trépané.

## Analyse
La typologie des vestiges suggère un lien étroit entre ces populations et les gisements de cuivre de l'est de l'île d'Elbe, et montre de fortes analogies avec le groupe dit de Grosseto et avec le faciès culturel néolithique de Pise-Versilia.